# Муровска, Модра
Модра Муровска (в советской литературе Муровска Модра Фрицевна; латыш. Modra Murovska; 16 июля 1949, Салдус) — вирусолог. Директор и старший научный сотрудник Института микробиологии и вирусологии Рижского университета Страдиня. Ассоциированный профессор, доктор медицинских наук. Член-корреспондент Академии наук Латвии.
В 1972 году окончила факультет педиатрии Латвийской медицинской академии. В этом же году поступила в Научно-исследовательский институт микробиологии Латвийской академии наук где работает по сей день. В 1978 году защитила кандидатскую в московском онкологическом научном центре АМН СССР по теме «эндогенные вирусы». В 2004 году избрана членом-корреспондентом Академии наук Латвии. C 2009 по 2012 год главный исследователь Совета науки Латвии по исследованию этиопатогенеза синдрома хронической усталости, постинфекционной энцефалопатии и разработке диагностических критериев.
Дважды была удостоена премии президиума Латвийской Академии наук, в 1978 и 1986 году. В 2000 году стала лауреатам премии Morrison Rogosa Американского общества микробиологии. Автор 134 оригинальных научных работ и одной монографии.  Возглавляет Комитет по управлению EUROMENE (European ME Network), некоммерческой исследовательской организации Европейского Союза, занимающейся устранением причин и лечения ME/CFS-синдром хронической усталости. Один из авторов International Consensus Criteria (ICC)

## Институт микробиологии и вирусологии
- Руководитель Института микробиологии и вирусологии при Рижском университете Страдиня, с 2007 г. -
- Доцент, 2012 г., затем ассоциированный профессор
- И. о. директора, старший научный сотрудник, 2006 г. -
- Заведующий лабораторией онковирусологии, старший научный сотрудник, 1986—2006 гг.
- Старший научный сотрудник, 1981—1986 годы
- Младший научный сотрудник, 1974—1981 годы
- Аспирант, 1973—1976
- Старший лаборант, 1972—1973

## Научная деятельность
Научные интересы:
- вирусология, ретровирусы человека и регуляция репликации, антисмысловые полинуклеотиды как ингибиторы репликации вируса
- Стойкие вирусные инфекции, реактивация вируса на фоне иммуносупрессии
- Влияние вирусных инфекций в патогенезе аутоиммунных и хронических воспалительных заболеваний
- Молекулярная эпидемиология парвовирусов и корреляция вариабельности последовательности с различными клиническими проявлениями

## Работы
- M.Murovska, S.Lejniece, S.Kozireva. M.Koulikovska, H.Yin, J.Blomberg. Human retrovirus 5 sequences in peripheral blood cells of patients with B-cell non-Hodgkin’s lymphoma. — Int. J. Cancer, 2000, vol.85, 762—770.
- S.Chapenko, I.Folkmane, V.Tomsone, D.Amerika, R.Rozentals, M.Murovska. Co-infection of two b-herpesviruses (CMV and HHV-7) as an increased risk factor for «CMV disease» in patients undergoing renal transplantation. — Clin. Transplantation, 2000, vol. 14, N 5, pp. 486–492
- M.Murovska, S.Kozireva, V.Tomsone. Antisense RNA-mediated inhibition of bovine leukemia virus replication in transgenic rabbits. — Experimental Oncology, 2001, vol.23, N 1, pp. 51–56.
- S.Chapenko, I.Folkmane, V.Tomsone, S.Kozireva, J.Bicans, D.Amerika, R.Rozentals, M.Murovska. Infection of ß-herpesviruses (CMV, HHV-6, HHV-7): Role in postrenal transplantation complications. -Transplantation Proceedings, 2001, vol.33, N 4, pp. 2463–2464.
- S.Kozireva, S.Lejniece, J.Blomberg, M.Murovska. Human retrovirus type 5 sequences in non-Hodgkin’s lymphoma of T cell origin. — AIDS Research and Human Retroviruses, 2001, vol.17, N 10, pp. 953–956.
- V.Tomsone, I.Logina, A.Millers, S.Chapenko, S.Kozireva, M.Murovska. Association of human herpesvirus 6 and human herpesvirus 7 with demyelinating diseases of the nervous system. — J. Neurovirol., 2001, vol. 7, N 6, pp. 564–569.
- Chapenko S., Millers A., Nora Z., Logina I., Kukaine R., Murovska M. Correlation between HHV-6 reactivation and multiple sclerosis disease activity. — J. Med. Virol., 2003, 69(1): 111—117.
- Forsman A., Uzameckis D., Rönnblom L., Backlund E., Aleskog A., Bindra A., Pipkorn R., Lejniece S., Kozireva S., Murovska M., Blomberg J. Single-tube nested quantitative PCR: a rational and sensitive technique for detection of retroviral DNA. Application to RERV-H/HRV-5, and conformation of its rabbit origin. — J. Virol. Methods, 2003, 111(1): 1-11.
- Murovska M., Kozireva S., Roce A., Danilane I., Mikazane H., Lejnieks A. Implication of HHV-6 in the pathogenesis of rheumatoid arthritis. — Proc II European Congrss of Virology, Medimond, 2004, pp. 51–54.
- Kasyanov V., Isenburg J., …., Murovska M., Halkes S.B., et al. Tannic acid mimicking dendrimers as small intestine submucosa stabilizing nanomordants. — Biomaterials, 2006, vol.27, N 5, pp. 745–751.
- Chapenko S., Krumina A., Kozireva S., Nora Z., Sultanova A., Viksna L. Murovska M. Activation of human herpesviruses 6 and 7 in patients with chronic fatigue syndrome. J Clin Virol Suppl., 2006: S47-S51.
- Kozireva S.V., Zestkova J.V., Mikazane H.J., Kadisa A.L., Kakurina N.A., Lejnieks A.A., Danilane I.N., Murovska M.F.. Incidence and clinical significance of parvovirus B19 infection in patients with rheumatoid arthritis. J.Rheumatol., 2008, 35(7): 1265—1270.
- Chapenko S., Folkmane I., Ziedina I., Chistyakovs M., Rozentals R., Krumina A., Murovska M. Association of HHV-6 and HHV-7 reactivation with the development of chronic allograft nephropathy. J. Clin. Virol., 2009; 46: 29-32.
- Carruthers B.M., van de Sande M.I., … , Murovska M., Pall M.L., Stevens S. Myalgic encephalomyelitis: International Consensus Criteria. J. Intern. Med., 2011; 270(4): 327—338.
- Nora-Krukle Z., Chapenko S., Logina I., Millers A., Platkajis A., Murovska M. Human herpesvirus 6 and 7 reactivation and disease activity in multiple sclerosis. Medicina (Kaunas), 2011; 47(10): 527—531.
- Groma V., Kazanceva A., Nora-Krukle Z., Murovska M. Oropharyngeal malignant epithelial cell, lymphocyte and macrophage CD44 surface receptors for hyaluronate are expressed in sustained EBV infection: Immunohistochemical data and EBV DNA tissue indices. Pathol. Res. Pract., 2012, 208(9): 518—526.
- Capenko S, Kozireva S, Folkmane I, Bernarde K, Rozentals R, Murovska M. Anemia as a complication of parvovirus b19 infection in renal transplant recipients. Medicina (Kaunas), 2012, 48(6): 299—304.
- Chapenko S., Krumina A., Logina I., Rasa S., Chistjakovs M., Sultanova A., Viksna L., Murovska M. Association of active human herpesvirus-6, −7 and parvovirus B19 infection with clinical outcomes in patients with myalgic encephalomyelitis/chronic fatigue syndrome. Adv Virol, 2012; 2012:205085. Epub 2012 Aug 13 (DOI:10.1155/2012/2050850).
- Chapenko S., Trociukas I., Donina S., Chistyakov M, Sultanova A., Gravelsina S., Lejniece S., Murovska M. Relationship between beta-herpesviruses reactivation and development of complications after autologous peripheral blood stem cell transpalantaion. J. Med. Virol., 9999:11-8 (2012) (DOI 10.1002/jmv.23412)